# 페스카라
페스카라(이탈리아어: Pescara)는 이탈리아 아브루초주 페스카라도의 도청 소재지이기도 한 코무네이다. 아브루초주 동부, 아드리아해 연안의 페스카라 강 하구에 위치한다. 기원전 로마 제국 시절 아테르눔이라는 이름으로 불리던 도시였다. 그 후 여러 민족의 침입으로 황폐화되었다가 중세 시대에 재건되었고, 물고기가 많은 곳이라 하여 물고기라는 어원에서 유래하는 pisc에서 피스카리아(Piscaria)라 부른 후 지금의 명칭으로 변했다. 그 후로도 여러 나라가 이 곳을 차지하기 위해 다툼을 벌였고, 제2차 세계대전 때도 격전지가 되었다.
제2차 세계대전 후 이탈리아 동해안의 중요한 공업도시로 발전하게 되었고, 항만시설도 정비되었다. 이탈리아 동해안을 따라 남부와 북부를 잇는 간선도로와 철도의 주요 통과지점이다. 아브루초 주 최대의 도시이기도 하다.

## 지리
페스카라는 아드리아 해안가에 위치해있고 아테르노페스카라 강의 하구에 위치하여 전략상 중요한 위치해 있었기에 기원전부터 발전했던 곳이었다. 해안가는 낮고 모래로 뒤덮여있고, 해변에서 북쪽으로 140m를 가면 강이 위치해있다. 남쪽으로 가면 한때 이곳에서 멱을 감던 사람들에게 그늘을 주었던 소나무 숲이 있었지만, 대부분이 해안가 근처에서는 사라졌고, 남은 것들은 주에서 보호하고 있다.
도시 구조는 강과 해안선으로 인하여 T 모양으로 형성됐다. 북서쪽과 남서쪽으로, 또한 도시는 신석기 시대 최초로 발생한 언덕들을 주변으로 확장되었다.
도시 전체는 봄에 산에서 녹은 눈으로 만들어진 지하수의 영향을 받고 있다.

## 기후
| Pescara의 기후           | Pescara의 기후 | Pescara의 기후 | Pescara의 기후 | Pescara의 기후 | Pescara의 기후 | Pescara의 기후 | Pescara의 기후 | Pescara의 기후 | Pescara의 기후 | Pescara의 기후 | Pescara의 기후 | Pescara의 기후 | Pescara의 기후 |
| 월                       | 1월            | 2월            | 3월            | 4월            | 5월            | 6월            | 7월            | 8월            | 9월            | 10월           | 11월           | 12월           | 연간           |
| ------------------------ | -------------- | -------------- | -------------- | -------------- | -------------- | -------------- | -------------- | -------------- | -------------- | -------------- | -------------- | -------------- | -------------- |
| 일평균 최고 기온 °C (°F) | 9 (49)         | 11 (52)        | 14 (57)        | 17 (63)        | 22 (71)        | 26 (78)        | 29 (84)        | 28 (83)        | 26 (78)        | 20 (68)        | 15 (59)        | 11 (52)        | 19 (66)        |
| 일평균 최저 기온 °C (°F) | 2 (36)         | 3 (38)         | 5 (41)         | 7 (45)         | 12 (53)        | 16 (60)        | 18 (64)        | 18 (64)        | 15 (59)        | 11 (52)        | 7 (44)         | 3 (38)         | 10 (50)        |
| 평균 강수량 mm (인치)    | 69 (2.7)       | 46 (1.8)       | 61 (2.4)       | 61 (2.4)       | 43 (1.7)       | 43 (1.7)       | 33 (1.3)       | 53 (2.1)       | 61 (2.4)       | 74 (2.9)       | 69 (2.7)       | 71 (2.8)       | 684 (26.9)     |
| 출처: Weatherbase        |                |                |                |                |                |                |                |                |                |                |                |                |                |

## 역사
뚜렷한 역사적인 중요성은 없었지만, 페스카라의 기원은 로마인들의 정복이전부터이며, 이에 대한 사실로 마을은 항구의 목적으로 건설되었고 마루키니족(Marrucini)의 수도였으며 수세기간에 걸쳐서 오리엔트 지역의 사람들과 교역을 해왔다. 당시에 마을과 강에 대한 명칭은 아테르니움(그리스어: Άτερνος)이었고, 티부르티나 가도와 클라우디아 발레리아 가도를 통해서 로마와 연결되었다. 주요 건물은 요비스 아테르니움(Jovis Aternium) 신전이었다. 마을은 제국의 동부 지역과 교역을 하는 중요한 항구였다.
중세 시대에는 랑고바르드족 (597년)의 침입으로 인하여 도시가 파괴되었다. 페스카라의 수호성인인 성 케테우스는 6세기 경의 주교였는데, 교황 그레고리오 1세시기인 590년에 사비나(오늘날의 산비토리노)에 있는 아미테르눔을 맡기로 선출되었다. 그의 전설은 그가 아미테르눔에 있는 랑고바르드인들에게 목에 바위를 묶인 채로 다리에서 던져버리면서 시작되었다. 참고로 그의 시신은 페스카라로 떠내려왔다고 한다.
1095년에 페스카라는 기념물들과 교회들로 가득한 어촌 마을이었다. 1140년에 시칠리아 왕국의 루지에로 2세가 이곳을 정복하였고, 이 시기에 시칠리아의 군대에게 유린당하며 파괴당했다. 피스카리아(Piscaria, 물고기가 많은 곳)라는 명칭은 이 시기에 처음으로 언급된다. 그 이후에 멸몇 봉건 영주들이 이곳을 다스렸는데, 그중에는 라이날도 오르시니, 사보이 공작 루이스 그리고 프란체스코 델 보르고, 이곳에 요새와 감시탑들을 지은 나폴리의 라디슬라우스가 있다.
그 다음의 지배자는 다발로스 가문이었다. 1424년에 유명한 콘도티에로 무치오 스포르차가 이곳에서 사망하였다. 또다른 콘도티에로 야코포 칼도라가 1435년과 1439년에 이곳을 정복하였다. 그 다음부터 페스카라는 지속적으로 베네치아인들에게 공격을 받았고, 이후에 나폴리 왕국의 일부가 되었으며, 강력한 요새로 바뀌게 된다.
1566년에 105척의 투르크 갤리선과 공성전을 치렀다. 맹렬하게 저항을 하였고 투르크군은 그 주변 지역만을 황폐화시키는 데 그쳤다.
18세기가 시작될 무렵에 이곳의 인구는 3,000여 명이었고 그 중 절반은 카스텔람마레(Castellammare)에 거주했다. 1707년에 월리스 공작이 이끄는 오스트리아 군대에게 공격을 받았고, 페스카라는 조반니 지롤라모 아콰비바 2세(Giovanni Girolamo II Acquaviva)의 방어하에서 항복전까지 두 달을 버텼다.
페스카라는 항상 나폴리 왕국의 일부였지만, 1798–99년 나폴리 공화국시절에 잠시간 분리되기도 하였다. 그리하여 도시는 친부르봉파 세력 주세페 프로니오에게 공격을 받기도 하였다. 1800년에 페스카라는 프랑스 군대 지배하에 떨어졌고, 조제프 보나파르트 통치기간에 중요한 군사 기지가 되었다. 이때 오늘날에 3,000여명이 거주하는 카스텔람마레가 도시에서 분리되었다.
1814년, 페스카라의 카르보나리가 조아생 뮈라를 상대로 반란을 일으켰다.

## 페스카라 출신 인물
- 자다 콜라그란데, 배우이자 영화 제작자
- 가브리엘레 단눈치오, 시인, 소설가이자 정치인
- 조반니 데 베네딕티스, 은퇴한 경보 선수
- 엔니오 플라이아노, 각본가, 소설가이자, 저널리스트
- 프란체스코 판치에리, 시각 효과 아티스트
- 플로리아 시지스몬디, 캐나다의 사진작가이자 뮤직비디오 감독
- 야르노 트룰리, 전 포뮬러 원 선수
- 일데브란도 다르칸젤로, 오페라 가수
- 마르코 베라티, 축구 선수

## 자매 도시
- 프랑스 아르카숑
- 미국 마이애미비치
- 페루 리마
- 크로아티아 스플리트
- 이탈리아 카살레몬페라토